# Drei Tage Mittelarrest (1930)
Drei Tage Mittelarrest ist ein deutsches Kleinstadt- und Militärlustspiel aus dem Jahre 1930 von Carl Boese. Die Hauptrollen spielen Max Adalbert, Ida Wüst und Gretl Theimer.

## Handlung
Preußen-Deutschland vor 1914. Das bislang verschlafene Nest Flowinkel ist, ganz zum Missvergnügen von Bürgermeister Hoffmann, seit einem Jahr Garnisonsstadt. Hoffmann und der zackige Bataillonskommandeur von Faber geraten sich oft in die Haare, weil der Bürgermeister nicht viel von militärischer Zurschaustellung hält und ihm der geltungsbewusste Faber den Rang als wichtigste Persönlichkeit Flowinkels abzulaufen droht. Erschwerend kommt hinzu, dass von Fabers Soldaten lieber Frauenröcken nachsteigen, statt sich auf das Exerzieren zu konzentrieren. Faber und Hoffmann geben sich nichts, der Alltag zwischen den beiden machtbewussten Männern ist von Sticheleien und Kleinkriegen bestimmt.
Die Situation droht zu eskalieren, als das Gerücht aufkommt, die Hausmagd Hoffmanns, Auguste, sei von einem der Faberschen Soldaten geschwängert worden. Der Bürgermeister kocht vor Wut und will unbedingt den werdenden Kindsvater ausfindig machen. Er verlangt eine Gegenüberstellung Augustes mit allen Rekruten und Offizieren. Doch ausgerechnet der Delinquent, ein Soldat namens Max Plettke, drückt sich vor dieser hochnotpeinlichen Konfrontation und simuliert eine Krankheit. Als dies herauskommt, erhält der attraktive junge Füsilier wegen „Feigheit vor dem Feind“ die titelgebenden drei Tage Arrest.
Major von Faber sinnt daraufhin auf Rache: Er verbietet seinen Männern ab sofort jeden Umgang mit der weiblichen Dorfbevölkerung, was dazu führt, dass Flowinkel „männerlos“ wird und sich die Frauen nicht mehr auf das eine oder andere Tänzchen mit den feschen Offizieren freuen dürfen. Daraufhin beginnt die weibliche Bevölkerung des Ortes, Bürgermeister Hoffmann die Hölle heiß zu machen. Auch die Gastwirte schließen sich an, denn die Schankstuben bleiben aufgrund des Boykotts leer und der Verkauf von Bier und Wein geht rapide zurück. Die selbst aus einer Offiziersfamilie stammende Bürgermeistergattin Adelheid versucht schließlich zu schlichten und den Frieden wieder herzustellen. Sie organisiert ein Stadtfest, bei dem sich alle miteinander versöhnen sollen. Auch Auguste hat Glück und findet endlich den richtigen Mann, mit dem sie zusammenkommen und ihr noch ungeborenes Kind großziehen will, da er ihr in der vergangenen Zeit treu und fest zur Seite gestanden hat.

## Produktionsnotizen
Das Lustspiel wurde im September und Anfang Oktober 1930 in den UFA-Ateliers in Berlin-Tempelhof gedreht. Die Uraufführung erfolgte am 10. November 1930 in den Berliner Lichtspielstätten Primus-Palast und Titania-Palast. In Österreich hieß der Schwank Drei Tage Kasernarrest und lief am 8. Dezember desselben Jahres in Wien an.
Emil Hasler entwarf die Filmbauten, Fritz Seeger sorgte für den Ton.
Es wurden die beiden Lieder gespielt Warum bist du so traurig? und Der Soldat ist treu. Charlie Amberg lieferte die Liedtexte.
Nach einer Umfrage unter Deutschlands Kinobesitzern war Drei Tage Mittelarrest der nach Die Drei von der Tankstelle erfolgreichste deutsche Film der Spielzeit 1930/31.

## Kritiken
In der Lichtbild-Bühne war zu lesen: „Wer einmal von Herzen lachen will, dem sei getrost dieser Film empfohlen. Ohne sich der Gefahr einer Übertreibung auszusetzen, darf man ihn als Spitzenleistung der Schwank-Kunst bezeichnen. (…) Ein Militärfilm, ohne den zweifelhaften Beigeschmack, der solchen Filmen mitunter anhaften könnte. (…) Carl Boese hat wieder einmal bewiesen, daß er in beispielhafter Weise echt Volkstümliches zu gestalten vermag, daß er unumschränkt gerade das Schwankgenre beherrscht.“
Im Kinematograph stand geschrieben: „… die Autoren … kennen das Rezept für solche Militärschwänke gut und haben mit sicherer Hand drastisch-komische Situationen, die ihrer Lachwirkung sicher sind, aneinandergereiht. (…) Es sind possenhafte Elemente, die da durcheinandergewirbelt werden. Der Schwank will unterhalten und lachen machen, und es wäre nicht angebracht, da mit schwerem, kritischem Geschütz aufzufahren. Carl Böse hat den Film mit Geschick und Routine inszeniert. Er hat für eine Bombenbesetzung gesorgt. (…) Den Vogel schießt Felix Bressart ab, der den Füsilier Nowotni, diesen Schlehmil, der von seinen Kameraden seiner Schüchternheit den Mädchen gegenüber verlacht wird, famos hinstellt.“
In Der Bildwart hieß es: „Ein Militärstück aus der guten alten Zeit, mit einer teils harmlosen, teils ein wenig plumpen Handlung, aber sehr sauber inszeniert und wegen einiger Glanznummern recht unterhaltsam.“
Die Österreichische Film-Zeitung konstatierte: „Es ist ein handfestes Lustspiel, in dem der Humor, und zwar kräftigster Soldatenhumor, zu seinem Rechte kommt, eine Aneinanderreihung drastisch-komischer Situationen, über dem die sichere Hand Carl Boeses waltet und die keine Langweile aufkommen lassen.“
Oskar Kalbus sah in dem Schwank nichts anderes als „handfeste Derbheit“.
filmportal.de charakterisiert den Film als: „Prominent besetzte Posse, die den preußischen Militarismus als Lachnummer inszeniert.“

## Remake
Im Westdeutschland der Nachkriegszeit wurde der Film in den 1950er Jahren mit Heinz Erhardt in der Rolle des Schreibers neu verfilmt (Drei Tage Mittelarrest (1955)).